# Феофилатовка
Феофилатовка — деревня в Барышском районе Ульяновской области. Входит в состав Жадовского городского поселения.

## География
Населённый пункт расположен на реке Папузка в 26 километрах к юго-западу от города Барыш — административного центра района. Расстояние до Ульяновска — 138 километров.

### Часовой пояс
Феофилатовка, как и вся Ульяновская область, находится в часовой зоне МСК+1. Смещение применяемого времени относительно UTC составляет +4:00.

## История
В 1780 году, при создании Симбирского наместничества, деревня Ивановка Феофилатовка тож, при речке Папузы, помещичьих крестьян, вошла в состав Канадейского уезда.
Так как в деревне не было своей церкви, то прихожане ходили в Рождественскую церковь села Павловка.
На 1859 год деревня Феофилатовка (Филатовка) в Карсунском уезде Симбирской губернии. 
До 2005 года входила в состав ныне упразднённого Павловского сельсовета.

## Население
| 2010 |
| ---- |
| 17   |

Согласно статистическим данным, на 1900 г. в дер. Феофилатовке (при рч. Папузе, в 5 вер.; н. р.) в 68 дворах жило: 243 м. и 252 ж.; в 1913 году в деревне было 114 дворов, проживало 552 жителя. Население в 1996 году — 56 человек.

## Инфраструктура
Деревня разделена на две улицы: Нагорная, Хуторская.